# Glèisanòva de Bruelh
Gleisa Nueva de Vern (en francès Église-Neuve-de-Vergt) és un municipi francès situat al departament de la Dordonya i a la regió de la Nova Aquitània.

## Demografia
| 1962                                       | 1968 | 1975 | 1982 | 1990 | 1999 | 2007 |
| ------------------------------------------ | ---- | ---- | ---- | ---- | ---- | ---- |
| 217                                        | 250  | 272  | 272  | 307  | 326  | 365  |
| Des de 1962: població sense dobles comptes |      |      |      |      |      |      |

## Administració
| Període   | Identitat        | Partit |
| --------- | ---------------- | ------ |
| 1971-1979 | Maxime Chantal   |        |
| 1979-2001 | Michel Ribette   | PCF    |
| 2001-2008 | Michel Combelair |        |
| 2008-     | Thierry Nardou   |        |